# Partito di Unità Nazionale (Cipro del Nord)
Il Partito dell'Unità Nazionale (in turco Ulusal Birlik Partisi, UBP ) è un partito politico di Cipro del Nord.
Il partito UBP è stato fondato da Rauf Denktaş l'11 ottobre 1975. Il partito è stato al potere dalla sua creazione fino alle elezioni del 2003, ad eccezione del periodo dal 1994 al 1996. Ideologicamente, è stato variamente descritto come conservatore, nazionalista turco, conservatore liberale e nazional-conservatore.
Il partito è posizionato sull'ala destra dello spettro politico, e sostiene una soluzione a due stati per la disputa di Cipro. Fino ad aprile 2022, il partito era membro del Partito dei Conservatori e dei Riformisti Europei, a cui aveva aderito nell'aprile 2017.
Nelle elezioni presidenziali del 2005 a Cipro del Nord , il candidato del partito Derviş Eroğlu raccolse il 22,8% dei voti. Nelle elezioni parlamentari del 2009, il partito vinse il 44% del voto popolare e 26 seggi su 50, formando un governo di maggioranza guidato da Eroğlu. Il partito vinse anche le elezioni presidenziali del 2010 a Cipro del Nord con Eroğlu come candidato e le elezioni presidenziali del 2020 a Cipro del Nord con Ersin Tatar come candidato. Dal 2016 fino alle elezioni parlamentari del 2018 a Cipro del Nord , il partito fu il partner senior in un governo di minoranza con il Partito Democratico , con il suo leader Hüseyin Özgürgün come primo ministro. In precedenza era stato un partner minore in un governo di coalizione con il Partito Repubblicano Turco, preceduto da un periodo come partito di opposizione tra il 2013 e il 2015.
Dal gennaio 2023, il partito è guidato da Ünal Üstel, che ha sostituito Faiz Sucuoğlu.